# Adido militar

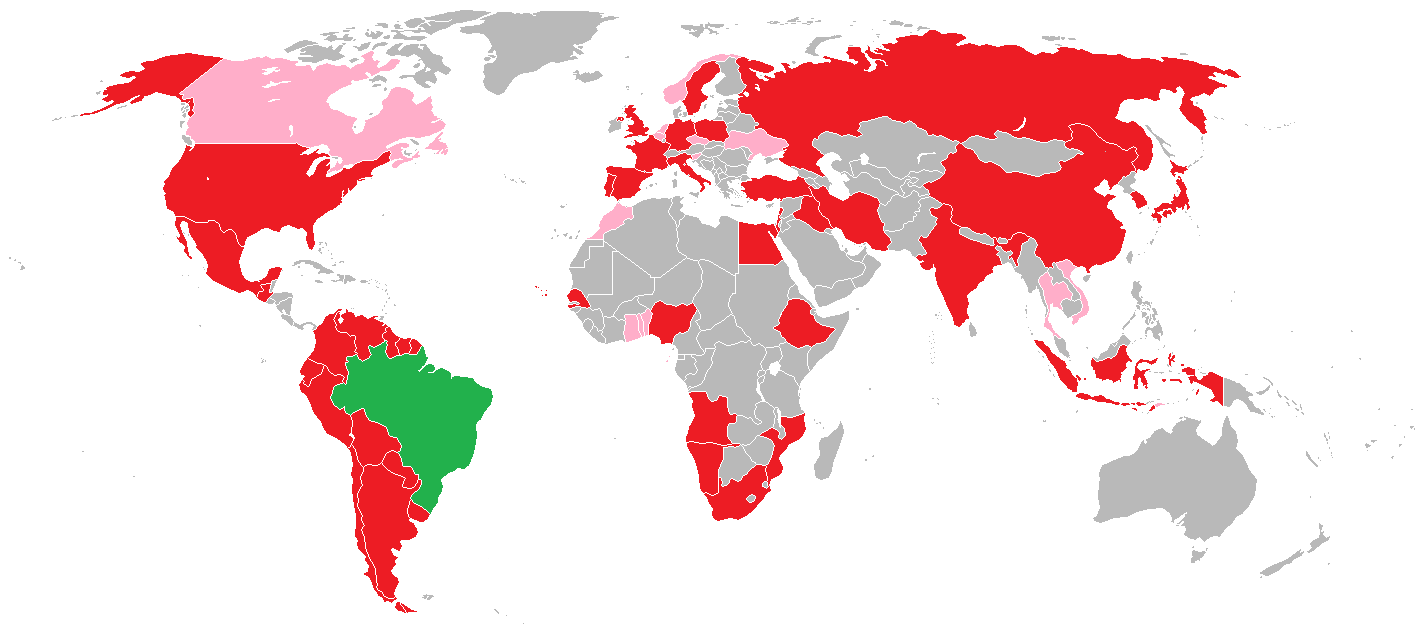
Aditâncias Militares do Brasil. Verde: Brasil. Vermelho: Países onde o Brasil possui adidos militares residentes. Rosa: Países onde o Brasil possui adidos militares credenciados (não residentes).

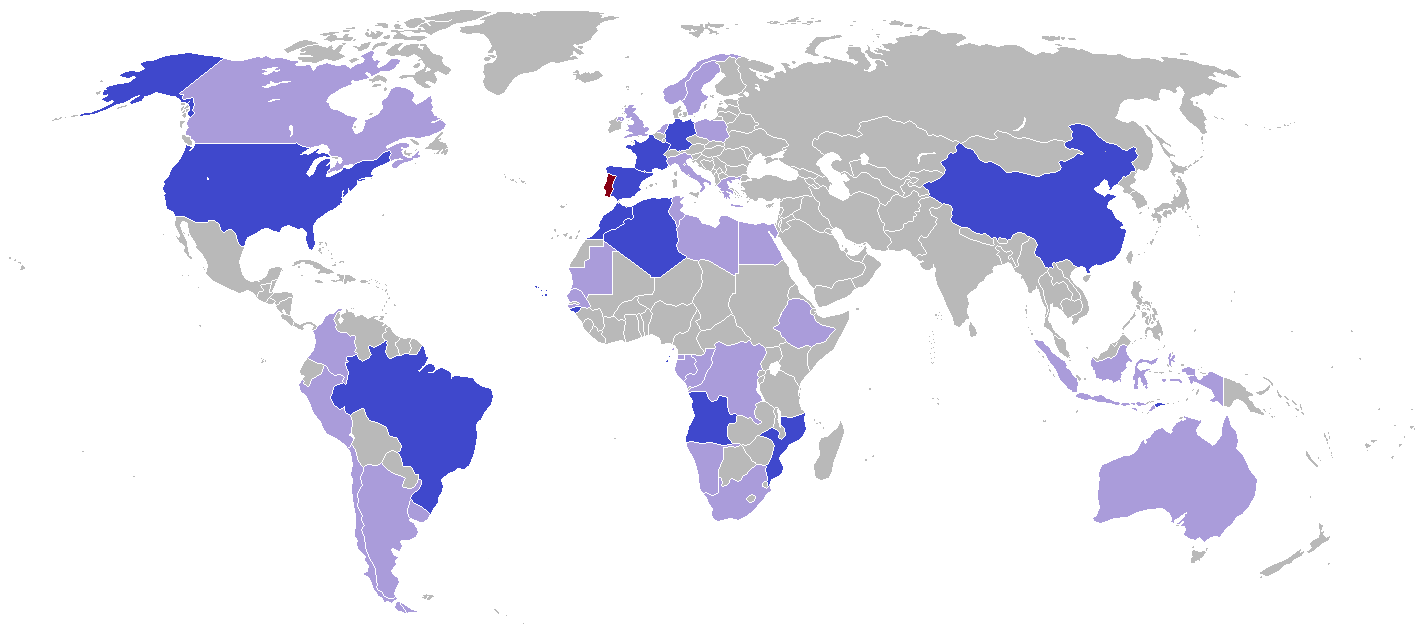
Aditâncias Militares de Portugal. Vermelho: Portugal. Azul: Países com adidos militares residentes. Lilás: Países com adidos militares credenciados (não residentes).

Adido militar é um oficial das Forças Armadas comissionado junto de uma representação diplomática com a finalidade de trabalhar em estreita ligação com as autoridades militares locais, permutando informação específica. Por regra, uma embaixada dispõe de um adido militar ou rotativamente proveniente de cada um dos três ramos das Forças Armadas ou, junto dos Estados de maior relevância, três adidos de cada um dos ramos.